# 木下柚花
木下 柚花（きのした ゆずか、1988年2月5日 - ）は、日本の元AV女優。アロハプロモーション所属。

## 人物・特徴
- 神奈川県出身。
- 趣味は、ヨガ、映画鑑賞、読書、運動[1]。
- 特技は、カラオケ、絵を描くこと[1]。
- 好きなものは、チョコ、マカロン、季節のフルーツ、動物全般、GReeeeN[1]。
- 嫌いなものは、らっきょ、クモ、お化け[1]。

## 略歴
2009年11月、マキシングより『新人』でデビュー。
2010年2月、MAN-ZOKUディーバに加入、全国活動をする。「新人木下柚花 舞い降りた巨乳天使」で、スカパー!アダルト放送大賞の作品賞を受賞。
2011年4月、アイデアポケットに移籍。
2012年2月、引退。

## 作品

### アダルトビデオ
2009年
- 新人（11月16日、マキシング）
- 初コス!（12月16日、マキシング）

2010年
- リアルドキュメント（1月16日、マキシング）
- 犯られまくる淫乱ドM女教師（2月16日、マキシング）
- 風俗ちゃんねる19 （3月16日、マキシング）
- 柚花がたっぷり淫語でイカせてあげる。（4月16日、マキシング）
- 柚花は俺の嫁（5月16日、マキシング）
- ゼッタイに声が出せない状況下でイカされまくる柚花（6月16日、マキシング）
- イイ女の限界ベロちゅうトランスFUCK（7月16日、マキシング）
- 騎乗位はこーして鍛えろ!!（8月16日、マキシング）
- ココロとカラダでお答えします♥柚花のお悩み相談室（9月16日、マキシング）
- 【ザ・リアルフィクション】 ゆずか（仮名/22歳）の場合（10月16日、マキシング）
- イキまくる絶頂女神（11月16日）
- MAXING 3D!（12月16日、マキシング）

2011年
- 美少女ドM調教プログラム（1月16日、マキシング）
- コレクション シーズン 1（1月16日、マキシング）個人ベスト
- コレクション シーズン 2（4月16日、マキシング）個人ベスト
- OIL BODY SHOCK（5月1日、アイデアポケット）
- 木下柚花の濃厚な接吻とSEX （6月1日、アイデアポケット）
- DIGITAL CHANNEL（7月1日、アイデアポケット）
- コレクション シーズン 3（7月16日、マキシング）個人ベスト
- ゴージャスオナニーサポート（8月1日、アイデアポケット）
- 汗だくSEX（9月1日、アイデアポケット）
- 見つめ合って感じ合う情熱SEX（10月1日、アイデアポケット）
- コレクション シーズン 4（10月16日、マキシング）個人ベスト
- 秘密女捜査官〜淫謀に囚われし恥辱と快姦〜（11月1日、アイデアポケット）
- HyperIdeaPocket 究極の尻フェチマニアックス（12月1日、アイデアポケット）

2012年
- 家庭教師のリアル性教育 柚花先生（1月7日、SODクリエイト）
- コレクション シーズン 5（1月16日、マキシング）個人ベスト
- マジックミラー号がイク!!童貞クンいらっしゃい♥筆下ろし逆ナンパ 柚花（2月9日、SODクリエイト）
- 大きなクリの木下です!（4月1日、アイデアポケット）個人ベスト

### グラビア
- 木下柚花撮り下ろしWEB写真集 「微熱セレナーデ」XCITY（2010年、撮影：マキハラススム）

## 出演

### テレビ
- 吉沢明歩×○○（2009年9月19日、エンタ!371）
- すすきの天国 よるたまZ（2010年 - 、テレビ北海道） - コーナーレギュラー

『〜北海道"うまいっしょリポート"なまらっ!!満腹女神〜』（※MAN-ZOKUディーバの一員として出演）
- ヴィーナス・フューチャー＃78（2010年、エンタ!371）
- あいのエチュード#11（2011年、エンタ!371） - 共演：希志あいの
- みひリナのヨンイチ(2011年8月、9月、mihirinatv/YouTube) - 共演：みひろ、瑠川リナ、かすみ果穂

### 映画
- 艶剣客2 ～くノ一色洗脳～ (2011年8月公開、新東宝映画) - 結衣 役
- 姉妹狂艶（2011年10月公開、シグロ） - 向井幹子 役

### オリジナルビデオ
- 催眠オフィス-黒の呪縛-（2010年8月1日、RMQプロジェクト）
- 催眠オフィス-白の呪縛-（2010年8月1日、RMQプロジェクト）
- 催眠オフィス BEGINNING OF THE END トリロジーBOX（2010年8月1日、RMQプロジェクト）
- ヤンキーヘルパー（2011年10月21日、GPミュージアム） - マリア 役
- 幻界エロス教典 竹取物語（2012年3月2日、アルバトロス (映画配給会社)） - かぐや姫 役
- ツクシのエロいい話（2012年3月2日レンタル開始、クロックワークス） - ツクシ 役